# Dallas Bartley
Dallas E. Bartley (* 15. September 1916 in Cave Springs; † 22. November 1979) war ein US-amerikanischer Rhythm & Blues und Jazz-Bassist, Bandleader und Komponist.

## Leben
Bartley besuchte Schulen in Springfield (Missouri), zuletzt die Lincoln High School, und lernte Violine, Gitarre und Klavier. Bis zum Schulabschluss 1935 spielte er in der Schülerband The Lincolnites. 1938 zog er nach Chicago und arbeitete als Bassist und Komponist, zunächst mit Tommy Rigsby und King Kolax, dann mit Earl Hines, Cab Calloway und Duke Ellington. 1940 wurde er Mitglied von Louis Jordan and The Tympany Five, für die er Small Town Boy schrieb und bei Early in the Morning mitwirkte. 1943 verließ er Jordans Band und gründete die Formation Small Town Boys, mit der er Songs wie The Band That Really Comes On, Cryin’ and Singin’ the Blues und All Ruzzit-Buzzit für die Label Coral (September 1944), Cosmo (1946) und National (1947) einspielte, darunter eine Coverversion von W. C. Handys St. Louis Blues mit der R&B-Sängerin Annie Laurie. Mit seiner Band wirkte er 1945 in verschiedenen Soundies mit, trat u. a. auch im New Yorker Apollo Theater auf und ging auf zahlreiche Tourneen, bevor er 1969 endgültig in seine Heimatstadt zurückkehrte. Schon in den 1950er Jahren hatte Bartley begonnen, Kurse in Musiktheorie im Staate Missouri zu halten. Er war Mitbegründer der Springfield Jazz Society und Vermittlungsvertreter der lokalen Musikgewerkschaft.